# Lijst van voetbalinterlands Kirgizië - Syrië
Deze lijst van voetbalinterlands is een overzicht van alle officiële voetbalwedstrijden tussen de nationale teams van Kirgizië en Syrië. De landen hebben tot op heden zeven keer tegen elkaar gespeeld. De eerste ontmoeting, een kwalificatiewedstrijd voor het Wereldkampioenschap voetbal 1998, werd gespeeld in Teheran (Iran) op 10 juni 1997. Het laatste duel, een vriendschappelijke wedstrijd, vond plaats op 5 januari 2024 in Dubai (Verenigde Arabische Emiraten).

## Wedstrijden
| № | Plaats    | Datum             | Competitie           | Wedstrijd        | Uitslag |
| - | --------- | ----------------- | -------------------- | ---------------- | ------- |
| 1 | Teheran   | 10 juni 1997      | WK 1998 kwalificatie | Kirgizië − Syrië | 2 − 1   |
| 2 | Bisjkek   | 31 maart 2004     | WK 2006 kwalificatie | Kirgizië − Syrië | 1 − 1   |
| 3 | Damascus  | 7 november 2004   | WK 2006 kwalificatie | Syrië − Kirgizië | 0 − 1   |
| 4 | New Delhi | 21 augustus 2007  | Vriendschappelijk    | Syrië − Kirgizië | 4 − 1   |
| 5 | New Delhi | 20 augustus 2009  | Vriendschappelijk    | Syrië − Kirgizië | 2 − 0   |
| 6 | Bisjkek   | 10 september 2018 | Vriendschappelijk    | Kirgizië − Syrië | 2 − 1   |
| 7 | Dubai     | 5 januari 2024    | Vriendschappelijk    | Syrië − Kirgizië | 1 − 1   |

## Samenvatting
| Competitie        | Totaal gespeeld | Winst Kirgizië | Gelijk | Winst Syrië | Doelsaldo Kirgizië – Syrië |
| ----------------- | --------------- | -------------- | ------ | ----------- | -------------------------- |
| WK-kwalificatie   | 3               | 2              | 1      | 0           | 4 − 2                      |
| Vriendschappelijk | 4               | 1              | 1      | 2           | 4 − 8                      |
| Totaal            | 7               | 3              | 2      | 2           | 8 − 10                     |

KFU · 
A-internationals · 
Bondscoaches · 
Statistieken · 
Kirgizisch vrouwenelftal · 
Kirgizië U21 · 
Kirgizië U20 · 
Kirgizië U19 · 
Kirgizië U18 · 
Kirgizië U17
1990 – 1999 · 
2000 – 2009 · 
2010 – 2019 ·
2020 − 2029
1992 · 
1993 · 
1994 · 
1995 · 
1996 · 
1997 · 
1998 · 
1999 · 
2000 · 
2001 · 
2002 · 
2003 · 
2004 · 
2005 · 
2006 · 
2007 · 
2008 · 
2009 · 
2010 · 
2011 · 
2012 · 
2013 ·
2014 ·
2015 ·
2016 ·
2017 ·
2018 ·
2019 ·
2020 ·
2021 ·
2022 ·
2023 ·
2024
Afghanistan ·
Australië ·
Azerbeidzjan ·
Bahrein ·
Bangladesh ·
Cambodja ·
China ·
Estland ·
Filipijnen · 
India ·
Indonesië ·
Irak ·
Iran ·
Japan ·
Jemen ·
Jordanië ·
Kazachstan ·
Koeweit ·
Libanon ·
Macau ·
Malediven ·
Maleisië ·
Moldavië ·
Mongolië ·
Myanmar ·
Nepal ·
Noord-Korea ·
Oezbekistan ·
Oman ·
Pakistan ·
Palestina ·
Qatar ·
Rusland ·
Saoedi-Arabië ·
Singapore ·
Sri Lanka ·
Syrië ·
Tadzjikistan ·
Taiwan ·
Thailand ·
Turkmenistan ·
Verenigde Arabische Emiraten ·
Wit-Rusland ·
Zuid-Korea
SFA · A-internationals · Syrisch vrouwenelftal
1940 - 1949 · 
1950 - 1959 · 
1960 - 1969 · 
1970 - 1979 · 
1980 - 1989 · 
1990 - 1999 · 
2000 – 2009 · 
2010 – 2019 ·
2020 − 2029
Afghanistan ·
Algerije ·
Australië ·
Bahrein ·
Bangladesh ·
Cambodja ·
China ·
Cyprus ·
Egypte ·
Filipijnen ·
Griekenland ·
Guam ·
Haïti ·
Hongkong ·
India ·
Indonesië ·
Irak ·
Iran ·
Japan ·
Jemen ·
Jordanië ·
Kazachstan ·
Kirgizië ·
Koeweit ·
Laos ·
Libanon ·
Libië ·
Malediven ·
Maleisië ·
Marokko ·
Mauritanië ·
Mauritius ·
Myanmar ·
Nepal ·
Noord-Korea ·
Oezbekistan ·
Oman ·
Pakistan ·
Palestina ·
Qatar ·
Rusland ·
San Marino ·
Saoedi-Arabië ·
Singapore ·
Soedan ·
Sovjet-Unie ·
Sri Lanka ·
Tadzjikistan ·
Taiwan ·
Thailand ·
Tunesië ·
Turkije ·
Turkmenistan ·
Venezuela ·
Verenigde Arabische Emiraten ·
Vietnam ·
Wit-Rusland ·
Zuid-Jemen ·
Zuid-Korea ·
Zweden